# Ángel Barajas Vivas
Ángel Barajas Vivas   (Cúcuta, 12 d'agost de 2006) és un gimnasta artístic colombià, especialitzat en barres paral·leles, medallista al Jocs Olímpics de París 2024.

## Biografia
Va néixer a Cúcuta el 12 d'agost de 2006, fill de Wilson Barajas i d'Angélica María Vivas, i té dos germans. Quan tenia sis anys el seu pare va deixar de viure amb la família i la seva mare va fer-se càrrec dels fills, fet que va suposar que la situació econòmica fos complicada i que els seus germans haguessin de posar-se a treballar aviat. Descobert per Jairo Ruiz Casas, que es va convertir en el seu entrenador, va començar a practicar la gimnàstica quan era un nen, inspirat pel programa infantil de televisió Lazy Town. Malgrat les dificultats, la seva família va donar-li suport, durant la infància dedicar-se absolutament a l'entrenament, durant el qual també va rebre el suport i la motivació del gimnasta Jossimar Calvo, que van fer-lo assolir un nivell destacat en la gimnàstica artística.
Amb tretze anys, va guanyar tres medalles en els Jocs Nacionals de Bolívar 2019, or en barres paral·leles i plata en terra i equips, on va competir contra els millors gimnastes del país. La seva presentació en l'àmbit internacional va ser el Campionat Panamericà de gimnàstica artística de Guadalajara de 2021, on va obtenir or en cavall amb arcs, plata per equips i bronze en terra. El mateix any també va obtenir quatre medalles al Campionat Nacional de Colòmbia a Ibagué; or en general individual, equips, arcs, barra fixa i barres paral·leles, i plata en anelles. Immediatament després va participar al Campionat Sud-americà celebrat a Cochabamba, on va sumar un or en arcs i bronze per equips i barres paral·leles. Va obtenir quatre medalles d'or en diverses modalitats en els Jocs Sud-americans de la Joventut de 2022, celebrats a Rosario, i poc després va participar al Campionat Panamericà celebrat a Rio de Janeiro, on va obtenir or en barra fixa, plata en all-around, terra i salt, així com bronze en paral·leles. El 2023 va participar en el Campionat del Món Júnior a Turquia, i hi va guanyar quatre medalles, de plata en el concurs complet, dues d'or en les modalitats de terra, paral·leles i una de bronze en barra fixa, i que el va consagrar com a gimnasta, sent l'únic del certamen a endur-se tantes medalles. El mateix any va tornar a participar als Jocs Nacionals novament i va guanyar-hi cinc medalles: ors en barra fixa i per equips, i bronze en anelles, salt i terra.
Va obtenir plaça per als Jocs Olímpics de París 2024 en la Copa del Món de gimnàstica artística 2023, passant per diverses ciutats on es van disputar les proves com El Caire, Cottbus, Bakú i Doha. Barajas va destacar especialment en les barres paral·leles. Amb només disset anys, als Jocs Olímpics de 2024 va obtenir la medalla de plata en la categoria de barra fixa, per darrere del japonès Shinnosuke Oka, que malgrat tenir la mateixa puntuació el va superar en execució tècnica. La medalla va ser la primera en l'àmbit de gimnàstica artística que obtenia Colòmbia en la seva història.